# Ilja Zacharov
Ilja Leonidovitsj Zacharov (Russisch: Илья Леонидович Захаров) (Leningrad, 2 mei 1991) is een Russisch schoonspringer. Hij won in 2012 de Olympische gouden medaille op de 3 meter plank. Voor 3 meter plank synchroon won hij een zilveren medaille. 
Bij de 10 meter toren synchroon werd hij zesde, samen met zijn partner Viktor Minibajev. 